# Дідьє Піроні
Дідьє Піроні (фр. Didier Pironi; 26 березня 1952, Вількрен, тепер департамент Валь-де-Марн біля Парижу — 23 серпня 1987, Острів Вайт, Велика Британія) — французький автогонщик, переможець гонки «24 години Ле-Мана» 1978 року, віцечемпіон Формули-1 1982 року.
Після 11 гонок Формули-1 сезону 1982 впевнено лідирував, випереджаючи найближчого переслідувача на 9 очок. Під час Гран-прі Німеччини на Гоккенгаймрингу потрапив у аварію, отримавши переломи обох ніг, через що був змушений завершити кар'єру у Формулі-1.
Після повного одужання зацікавився перегонами на моторних човнах, загинув 1987 року біля острова Вайт.
Вагітна дівчина пілота, Катрін Ґу, народила близнят уже після його смерті. Вона назвала їх Дідьє і Жіль на честь Дідьє Піроні та його товариша по «Феррарі» Жіля Вільнева, який загинув під час гонок 1982 року. Жіль Піроні став інженером, працює у командах Формули-1.

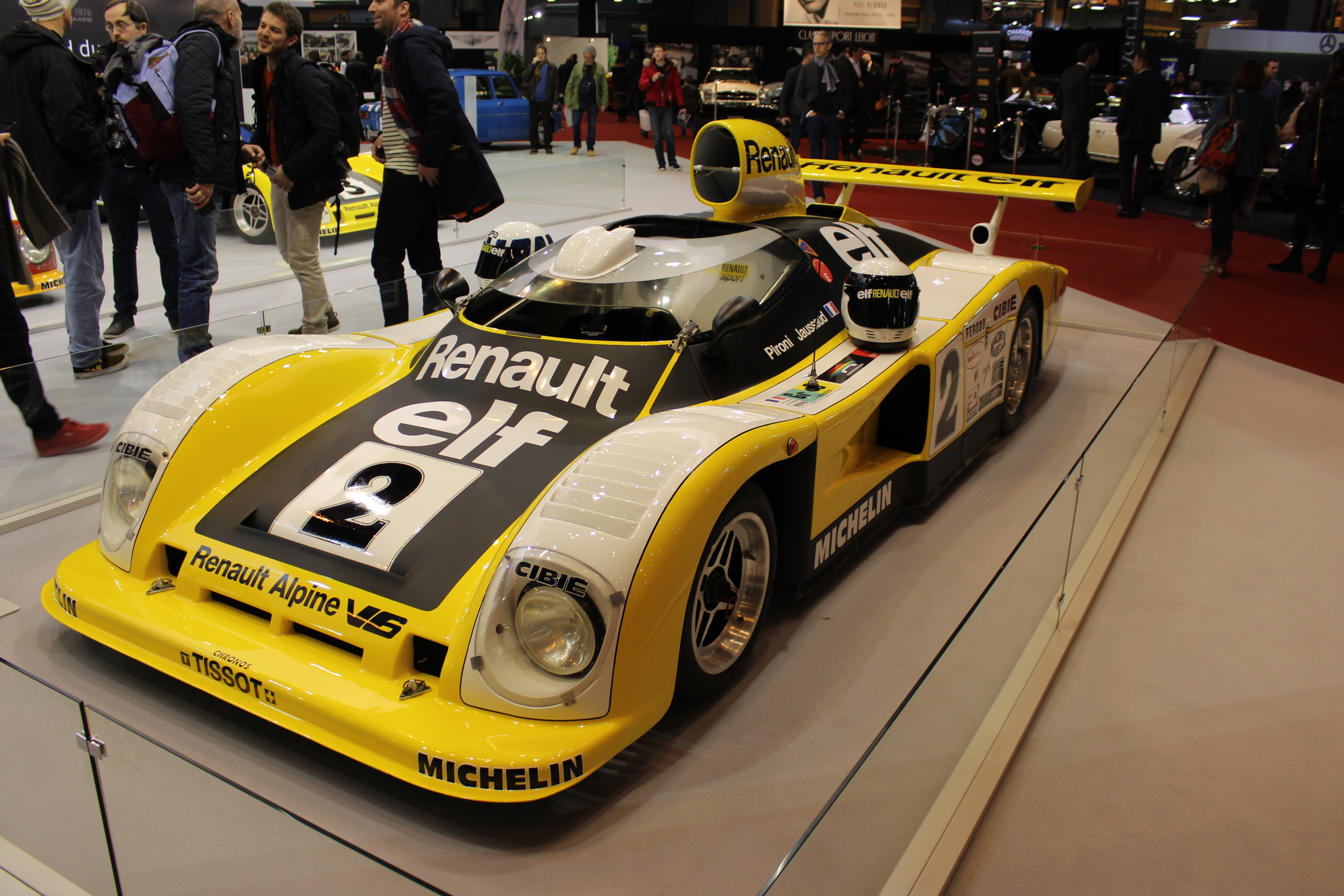
Renault Alpine A442, на якому Піроні виграв «24 години Ле-Мана» 1978 року
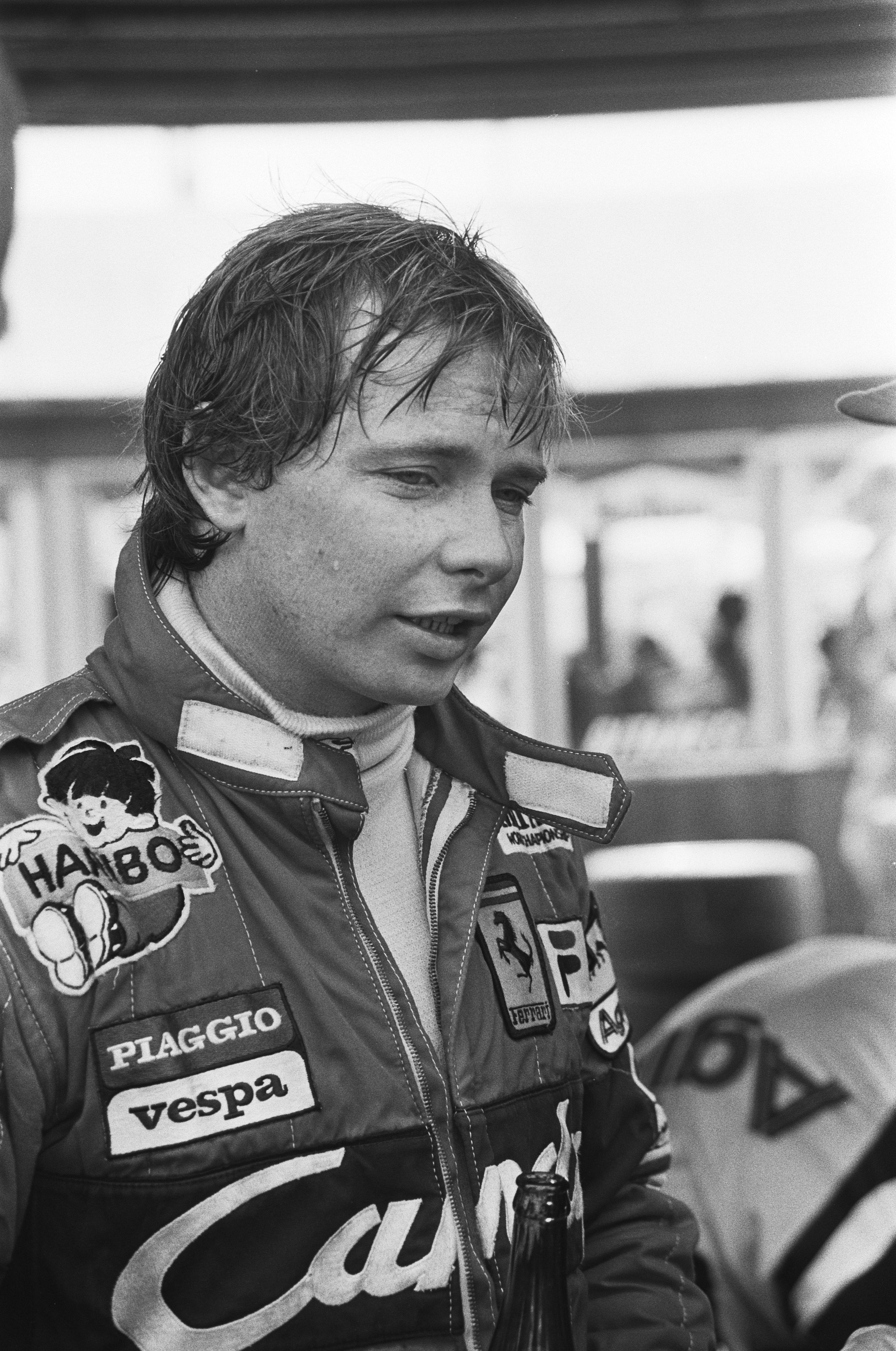
Під час ґран-прі Нідерландів 1982, за місяць до аварії в Німеччині

## Результати виступів у Формулі-1
| Рік  | Команда               | Шасі           | Двигун       | 1       | 2       | 3       | 4       | 5       | 6       | 7       | 8       | 9       | 10      | 11      | 12      | 13      | 14      | 15     | 16    | Місце | Очки |
| ---- | --------------------- | -------------- | ------------ | ------- | ------- | ------- | ------- | ------- | ------- | ------- | ------- | ------- | ------- | ------- | ------- | ------- | ------- | ------ | ----- | ----- | ---- |
| 1978 | Elf Team Tyrrell      | Tyrrell 008    | Cosworth V8  | ARG 14  | BRA 6   | RSA 6   | USW Ret | MON 5   | БЕЛ 6   | ESP 12  | SWE Ret | FRA 10  | GBR Ret | GER 5   | AUT Ret | NED Ret | ITA Ret | USA 10 | CAN 7 | 15    | 7    |
| 1979 | Team Tyrrell          | Tyrrell 009    | Cosworth V8  | ARG Ret | BRA 4   | RSA Ret | USW DSQ | ESP 6   |         |         |         |         |         |         |         |         |         |        |       | 10    | 14   |
| 1979 | Candy Tyrrell Team    | Tyrrell 009    | Cosworth V8  |         |         |         |         |         | БЕЛ 3   | MON Ret | FRA Ret | GBR 10  | GER 9   | AUT 7   | NED Ret | ITA 10  | CAN 5   | USA 3  |       | 10    | 14   |
| 1980 | Equipe Ligier Gitanes | Ligier JS11/15 | Cosworth V8  | ARG Ret | BRA 4   | RSA 3   | USW 6   | БЕЛ 1   | MON Ret | FRA 2   | GBR Ret | GER Ret | AUT Ret | NED Ret | ITA 6   | CAN 3   | USA 3   |        |       | 5     | 32   |
| 1981 | Scuderia Ferrari      | Ferrari 126CK  | Ferrari V6 T | USW Ret | BRA Ret | ARG Ret | SMR 5   | БЕЛ 8   | MON 4   | ESP 15  | FRA 5   | GBR Ret | GER Ret | AUT 9   | NED Ret | ITA 5   | CAN Ret | CPL 9  |       | 13    | 9    |
| 1982 | Scuderia Ferrari      | Ferrari 126C2  | Ferrari V6 T | RSA 18  | BRA 6   | USW Ret | SMR 1   | BEL DNS | MON 2   | DET 3   | CAN 9   | NED 1   | GBR 2   | FRA 3   | GER DNS | AUT     | SUI     | ITA    | CPL   | 2     | 39   |